# Pulliella armata
Pulliella armata är en ringmaskart som beskrevs av Fauvel 1929. Pulliella armata ingår i släktet Pulliella och familjen Capitellidae. Inga underarter finns listade i Catalogue of Life.